# Poranthera petalifera
Poranthera petalifera là một loài thực vật có hoa trong họ Diệp hạ châu. Loài này được (Orchard & J.B.Davies) Halford & R.J.F.Hend. mô tả khoa học đầu tiên năm 2005.